# Dumasia cordifolia
Dumasia cordifolia är en ärtväxtart som beskrevs av John Gilbert Baker. Dumasia cordifolia ingår i släktet Dumasia och familjen ärtväxter. Inga underarter finns listade i Catalogue of Life.